# آسی-آن-مولتین
آسی-آن-مولتین (به فرانسوی: Acy-en-Multien) یک کامین در فرانسه است که در Canton of Betz واقع شده‌است.

## خصوصیات
آسی-آن-مولتین ۱۱٫۴۷ کیلومترمربع مساحت و ۷۶۲ نفر جمعیت دارد و ۹۰ متر بالاتر از سطح دریا واقع شده‌است.